# Fabrice Ondoa
Joseph Fabrice Ondoa Ebogo, född 24 december 1995, är en kamerunsk fotbollsmålvakt som spelar för FK Auda.

## Klubbkarriär
Ondoa började sin fotbollskarriär i Samuel Eto'o Academy innan han 2009 gick till Barcelona.
I februari 2021 värvades Ondoa av Alavés, där han skrev på ett treårskontrakt. Ondoa lånades dock direkt ut till kroatiska Istra 1961 på ett låneavtal över resten av säsongen 2020/2021.
Den 1 mars 2022 gick Ondoa på fri transfer till lettiska FK Auda.

## Landslagskarriär
Fabrice Ondoa var uttagen i Kameruns trupp vid Afrikanska mästerskapet 2017.